# Chaparrita
La chaparrita es un término dado a una comida chilena, que consiste en una vienesa, cubierta con queso, todo esto envuelto en una masa horneada como un plato individual.

## Descripción
Es un producto elaborado a partir de masa tradicional de empanada, rellena con vienesa y queso semisólido madurado, resistente a los procesos térmicos. En los últimos años se ha comenzado a preparar directamente en pan hot-dog para evitar la preparación de la masa y el horneado.

## Origen
Según declaraciones de los dueños de un conocido local de comidas santiaguino llamado Del Rápido, la chaparrita habría sido creación de César Leiva, actual dueño e hijo del fundador del local. Según señalan, en 1965 ideó y agregó este bocadillo al menú, que con el tiempo fue imitado por otros negocios y, eventualmente, se difundió a lo largo del país. También explican que el nombre de este platillo sería un homenaje de Leiva a un ministro de la época cuyo apellido era Chaparro, por lo que era apodado Chaparrito.

## Adaptación como sándwich
Aproximadamente en la década de los 2000, para evitar la preparación desde masa de harina, la chaparrita ha sido adaptada al formato del hot-dog, convirtiéndose en un sándwich consistente en pan de hot-dog, vienesa y queso fundido. En esta forma, se ha difundido ampliamente por fuentes de soda y los carritos de completos tan populares en Chile.
La chaparrita en cuanto a hot-dog viene a completar la serie de sándwiches con queso caliente, en la que tenemos:
- Ave queso o Ave Luco - pollo y queso
- Barros Luco – carne de vacuno y queso
- Barros Jarpa – jamón y queso caliente
- Diplomático – Lomo de cerdo y queso caliente
- Chaparrita – vienesa y queso caliente. No confundir con un tipo de completo llamado Luco.

## Popularidad
La chaparrita es posiblemente la adaptación más exitosa derivada de la afición chilena por los completos (pan de miga largo con una vienesa en su mitad interior) siendo al principio del siglo XXI que su popularidad afianzó definitivamente y su disponibilidad la ha convertido en un producto muy accesible.